# Conjugació gramatical
La conjugació o flexió verbal, en gramàtica, és l'acte de combinar les terminacions o morfemes verbals per a aconseguir una paraula que implique una acció i que tinga un sentit complet. Així, es pot combinar els distints morfemes per a formar verbs conjugats en mode, temps, nombre, persona; i el llengües clàssiques —llatí i grec— en veu (passiva, mitjana en grec, i activa); altres, com l'anglès, tenen una conjugació molt simple.
Ex.en el verb conjugat "corríem" es veu la conjugació de mode (indicatiu), temps (pretèrit o passat imperfecte), nombre (plural) i persona (primera persona).
En conseqüència, els verbs es conjuguen en funció de les seves conjugacions o morfemes verbals d'arrel.
- Verbs acabats en -AR (1a conjugació)
- Verbs acabats en -ER o -RE (2a conjugació)
- Verbs acabats en -IR (3a conjugació)

Els verbs de la tercera conjugació poden ser purs o incoatius. Els verbs purs són els que segueixen el model regular de conjugació mentre que els incoatius afegeixen l'increment -eix o -ix segons la variant dialectal entre el lexema verbal i la terminació de la primera, segona, tercera persones del singular i la tercera del plural.
Obro la porta (pur)
Floreixen les flors del jardí (incoatiu)
Finalment, els verbs dur i dir són considerats verb de la segona conjugació, és a dir, es conjuguen segons el model regular de la segona conjugació, tot i presentar lexemes verbals irregulars.
En català hi ha tres tipus de conjugacions regulars:
- 1a conjugació "-ar": Cantar, comprar, estudiar
- 2a conjugació "-er", "-re": Córrer, prendre, estrènyer
- 3a conjugació "-ir": Fugir, imprimir, obrir
  - Verbs incoatius: servir (jo servisc/servesc/servixo/serveixo, tu servixes/serveixes…)
  - Verbs purs: dormir (jo dorm/dormo, tu dorms…)

Dins de les conjugacions irregulars hi destaca: anar, estar, ser, fer, tenir, dir, dur...
Vegeu aquestes conjugacions a la flexió verbal del català.